# Velká Británie na Letních olympijských hrách 2004
Velkou Británii na Letních olympijských hrách v roce 2004 reprezentovalo 264 sportovců (161 mužů a 103 žen) ve 24 sportovních odvětvích.

## Medailová umístění
| Medaile | Jméno                                                                  | Sport           | Disciplína                             |
| ------- | ---------------------------------------------------------------------- | --------------- | -------------------------------------- |
| Zlato   | Kelly Holmesová                                                        | Atletika        | Ženy 800 m                             |
| Zlato   | Kelly Holmesová                                                        | Atletika        | Ženy 1500 m                            |
| Zlato   | Darren Campbell Marlon Devonish Jason Gardener Mark Lewis-Francis      | Atletika        | Muži štafeta 4 × 100 m                 |
| Zlato   | Bradley Wiggins                                                        | Cyklistika      | Muži stíhací závod (jednotlivci)       |
| Zlato   | Chris Hoy                                                              | Cyklistika      | Muži 1000 m s pevným startem           |
| Zlato   | Leslie Law                                                             | Jezdectví       | Jezdecká všestrannost - jednotlivci    |
| Zlato   | Ed Coode James Cracknell Matthew Pinsent Steve Williams                | Veslování       | Muži čtyřka bez kormidelníka           |
| Zlato   | Ben Ainslie                                                            | Jachting        | Třída Finn                             |
| Zlato   | Sarah Ayton Shirley Robertson Sarah Webb                               | Jachting        | Třída Yngling                          |
| Stříbro | Gail Emms Nathan Robertson                                             | Badminton       | Mix čtyřhra                            |
| Stříbro | Amir Khan                                                              | Box             | Muži lehká váha do 60 kg               |
| Stříbro | Campbell Walsh                                                         | Kanoistika      | K1 slalom muži                         |
| Stříbro | Steve Cummings Rob Hayles Paul Manning Bradley Wiggins                 | Cyklistika      | Družstvo mužů stíhací závod            |
| Stříbro | Leon Taylor Peter Waterfield                                           | Skoky do vody   | Muži synchronizované skoky z věže 10 m |
| Stříbro | Jeanette Brakewell William Fox-Pitt Pippa Funnell Mary King Leslie Law | Jezdectví       | Jezdecká všestrannost - družstvo       |
| Stříbro | Cath Bishop Katherine Grainger                                         | Veslování       | Ženy dvojka bez kormidelníka           |
| Stříbro | Debbie Flood Frances Houghton Alison Mowbray Rebecca Romerová          | Veslování       | Ženy párová čtyřka                     |
| Stříbro | Jonathan Glanfield Nick Rogers                                         | Jachting        | Muži třída 470                         |
| Bronz   | Alison Williamson                                                      | Lukostřelba     | Ženy                                   |
| Bronz   | Kelly Sothertonová                                                     | Atletika        | Ženy sedmiboj                          |
| Bronz   | Ian Wynne                                                              | Kanoistika      | K1 500 metrů muži                      |
| Bronz   | Helen Reevesová                                                        | Kanoistika      | K1 slalom ženy                         |
| Bronz   | Rob Hayles Bradley Wiggins                                             | Cyklistika      | Muži Madison                           |
| Bronz   | Pippa Funnell                                                          | Jezdectví       | Jezdecká všestrannost - jednotlivci    |
| Bronz   | Georgina Harland                                                       | Moderní pětiboj | Ženy                                   |
| Bronz   | Elise Lavericková Sarah Wincklessová                                   | Veslování       | Ženy dvojskif                          |
| Bronz   | Nick Dempsey                                                           | Jachting        | Muži třída Mistral                     |
| Bronz   | Chris Draper Simon Hiscocks                                            | Jachting        | Třída 49er                             |
| Bronz   | David Davies                                                           | Plavání         | Muži 1500 m volný způsob               |
| Bronz   | Stephen Parry                                                          | Plavání         | Muži 200 m motýlek                     |